# Adela Zaharia
Adela Zaharia (n. 1987) este o soprană română. În prezent este solistă la Deutsche Oper am Rhein, Düsseldorf, Germania. În 2017, Zaharia a ocupat primul loc la Operalia, The World Opera Competition.

## Tinerețe și educație
Născută în Arad, Adela Zaharia a început să studieze pian la șase ani și mai târziu teoria muzicii. A început să cânte cu corul bisericii și apoi al liceului. Potrivit Silviei Demian, fosta directoare a Colegiului de Artă „Sabin Drăgoi”, unde a studiat Zaharia, „steaua norocoasă” a sopranei a făcut-o s-o întâlnească pe Mariana Nicolesco în cadrul unei Olimpiade Naționale de Muzică, pe care a câștigat-o.
Adela Zaharia și-a obținut diploma de licență și de master, ambele de la Academia de Muzică Gheorghe Dima unde a studiat voce și pian cu Marius Budoiu.

## Carieră
Adela Zaharia a debutat în 2010 cu Opera Română din Cluj-Napoca ca Gilda în Rigoletto, urmată de Norina în Don Pasquale, Musetta în La bohème și Michaela în Carmen.
Din 2012 până în 2014, Adela Zaharia a fost membră a ansamblului Komische Oper Berlin unde a jucat ca Musetta (La bohème), Pamina (Flautul fermecat), Donna Anna (Don Giovanni), Helena (Visul unei nopți de vară) și Micaëla (Carmen). Alte roluri includ repertoriul Donna Anna (Don Giovanni), Norina (Don Pasquale) și Gilda (Rigoletto). Încă din sezonul 2015/16, Zaharia este membru al Deutsche Oper am Rhein, unde a jucat ca Snow Queen în The Snow Queen, Najade în Ariadne auf Naxos, Lucia di Lammermoor, Konstanze (Răpirea din serai), (Don Giovanni) printre altele. În sezonul 2017/18 va cânta în rolul lui Le Feu în filmele L’enfant et les sortilèges, Gilda, Lucia și Konstanze. Angajările oaspeților includ Adela Zaharia ca Pamina la Komische Oper Berlin; Gilda în Rigoletto și Violetta în Traviata la Opera din Los Angeles.
În decembrie 2017, a debutat ca Lucia la Opera de Stat din Bavaria din München, Germania, înlocuind-o pe Diana Damrau, care s-a retras din cauza unei boli.. Începând cu anul 2018, ea continuă să colaboreze cu Komische Oper Berlin și debutează pe scene precum Gran Teatre del Liceu din Barcelona, Teatrul Bolșoi din Moscova, Festivalul Internațional Edinburgh și Teatrul Grand Shanghai.
În sezonul adițional 2017/18 au fost: debutul ei în rolul Elisabetta în Roberto Devereux la Opera and Play House din Frankfurt pe Main, debutul său la Festivalul „George Enescu” cu scena nebună din Progresul lui Harlot de Iain Bell și o perioadă de trei săptămâni turneu în Japonia, unde va cânta ca Pamina în Flautul fermecat. Adela Zaharia este de asemenea programată să concerteze cu Plácido Domingo la un concert cu Orchestra Filarmonică Jalisco din Guadalajara.

## Premii
A fost câștigătoare a Festivalului Hariclea Darclée și a Concursului Internațional de Voce în 2012. În 2017, a câștigat premiul I și Premiul Zarzuela al Concursului mondial de operă Operalia, organizat în acel an la Astana, Kazahstan Euronews, într-un articol despre Operalia lui Plácido Domingo din 2017, a lăudat-o pe Adela Zaharia ca fiind „adevărata revelație a competiției”.